# USS Sea Fox (SS-402)
El USS Sea Fox (SS-340) fue un submarino clase Balao de la Armada de los Estados Unidos. Fue vendido a Turquía, donde prestó servicios entre 1970 y 1996 como TCG Burak Reis (S-335).
Fue construido por Portsmouth Navy Yard en Kittery, Maine. La puesta de quilla fue el 2 de noviembre de 1943, la botadura el 28 de marzo de 1944 y entró en servicios el 13 de junio del mismo año.
Tenía un desplazamiento estándar de 1840 toneladas, mientras que sumergido desplazaba 2445 toneladas. Tenía una eslora de 93,2 m, una manga de 8,2 m y un calado de 5,2 m. Estaba propulsado por tres motores diésel General Motors que reunían 4800 hp de potencia, y que trabajan en conjunto con dos motores eléctricos de 5400 hp.
El Sea Fox partió de Pearl Harbor el 4 de octubre de 1944 en su primera misión. Debía patrullar las islas Ogasawara. El 8 de noviembre, hundió el mercante japonés Keijo Maru en el mar de la China Oriental. Después, continuó patrullando las islas del océano Pacífico hasta por lo menos julio de 1945.